# Bohlen & Doyen
Die Bohlen & Doyen Bau GmbH ist ein Dienstleister in der Energiewirtschaft mit Stammsitz im ostfriesischen Wiesmoor. Arbeitsschwerpunkt sind der Bau von Pipelines, Landkabeln und Anlagen im Ferngasnetz, Wasserbau sowie das Horizontalbohren zur Leitungsverlegung.

## Unternehmen
Das Unternehmen beschäftigt rund 700 Mitarbeiter (Stand 2024) an über 40 Standorten. Es setzt verschiedene Projekte im Bereich der Energieversorgung mit einem Bauvolumen von bis zu 50 Millionen Euro um.

## Geschichte
Das Unternehmen wurde im Jahr 1950 von Heinrich Bohlen und Heinrich Doyen im ostfriesischen Wiesmoor als Bohlen & Doyen Bauunternehmung GmbH gegründet. Zweck des Unternehmens war die Erbringung von Bau- und Baudienstleistungen aller Art, insbesondere des Tief-, Wasser-, Rohrleitungs- und Anlagenbaus einschließlich der Wartung und des Betriebs von Rohrleitungsnetzen. Im April 2007 stellte das Unternehmen beim Amtsgericht Aurich einen Antrag auf Eröffnung eines Insolvenzverfahrens. Es wurde anschließend von der CTP Invest, einem mit niederländischem Kapital ausgestatteten tschechischen Immobilien- und Gewerbeparkbetreiber, übernommen. Seit Anfang 2011 gehörte die Bohlen & Doyen GmbH zur SAG Deutschland. Gemeinsam mit diesem Unternehmen bot es Leistungen für Strom-, Gas-, Wasser und Telekommunikationsnetze sowie für Anlagen rund um die Erzeugung, Bereitstellung und Anwendung von Energie an. Im Jahr 2017 erwirtschaftete das Unternehmen Umsatzerlöse in Höhe von rund 209 Millionen Euro. Zum Unternehmenszweck gehört zwar weiterhin die Erbringung von Bauleistungen. Nach Unternehmensangaben verschob sich das Geschäftsfeld durch die Energiewende allerdings zunehmend in Richtung Energiedienstleistungen, so dass die Gesellschaft seit 2014 unter dem Namen Bohlen & Doyen GmbH firmierte. Im Jahr 2017 hat das französische Unternehmen SPIE die SAG-Gruppe erworben, so dass die Gesellschaft nunmehr zu dieser Gruppe gehört. Im Jahr 2019 verkaufte die SPIE-Gruppe einen Teil des Unternehmens, welcher zuvor Offshore-Verkabelungen durchgeführt hatte. Die ursprüngliche Gesellschaft wurde abgewickelt und die verbliebenen Geschäftszweige in die neu gegründete Bohlen und Doyen Bau GmbH ausgegliedert. Die Gesellschaft wurde im gleichen Jahr von der Friedrich Vorwerk KG erworben.